# シクロヘプタデカン
| シクロヘプタデカン | シクロヘプタデカン        |
| ------------------ | ------------------------- |
| (CH2)17            |                           |
| IUPAC名            | シクロヘプタデカン        |
| 分子式             | C17H34                    |
| 分子量             | 238.4519                  |
| CAS登録番号        | 295-97-6                  |
| 密度と相           | 0.79 g/cm3,               |
| 沸点               | 336.6 °C                  |
| 出典               | Cycloheptadecane (C17H34) |

シクロヘプタデカン (Cycloheptadecane) とは、シクロアルカンの1種。炭素原子が17個分岐することなく環状に連なっていて、CH2という構造が17回繰り返された構造をしている。分子式はC17H34。分子量は238.4519。密度は0.79 (g/cm3)。屈折率は1.433。沸点は760mmHgにおいて336.6 (℃)。引火点は146.9 (℃)。